# Tamaryn Laubscher
Tamaryn Laubscher, née le 5 juin 1984, est une nageuse sud-africaine.

## Carrière
Tamaryn Laubscher remporte sept médailles d'or aux Championnats d'Afrique de natation 2006 à Dakar. Elle s'impose en finales du 50 mètres brasse, du 100 mètres brasse, du 200 mètres brasse, du 200 mètres quatre nages et des relais 4 x 100 mètres nage libre, 4 x 200 mètres nage libre et 4 x 100 mètres quatre nages